# Río Miño
Der Río Miño (spanisch und galicisch) bzw. Rio Minho (portugiesisch) ist ein 315 Kilometer langer Fluss im Nordwesten der Iberischen Halbinsel. Er fließt durch die autonome Gemeinschaft Galicien in Spanien und bildet in seinem Unterlauf auf 70 Kilometern Länge die Grenze zu Portugal.

## Verlauf

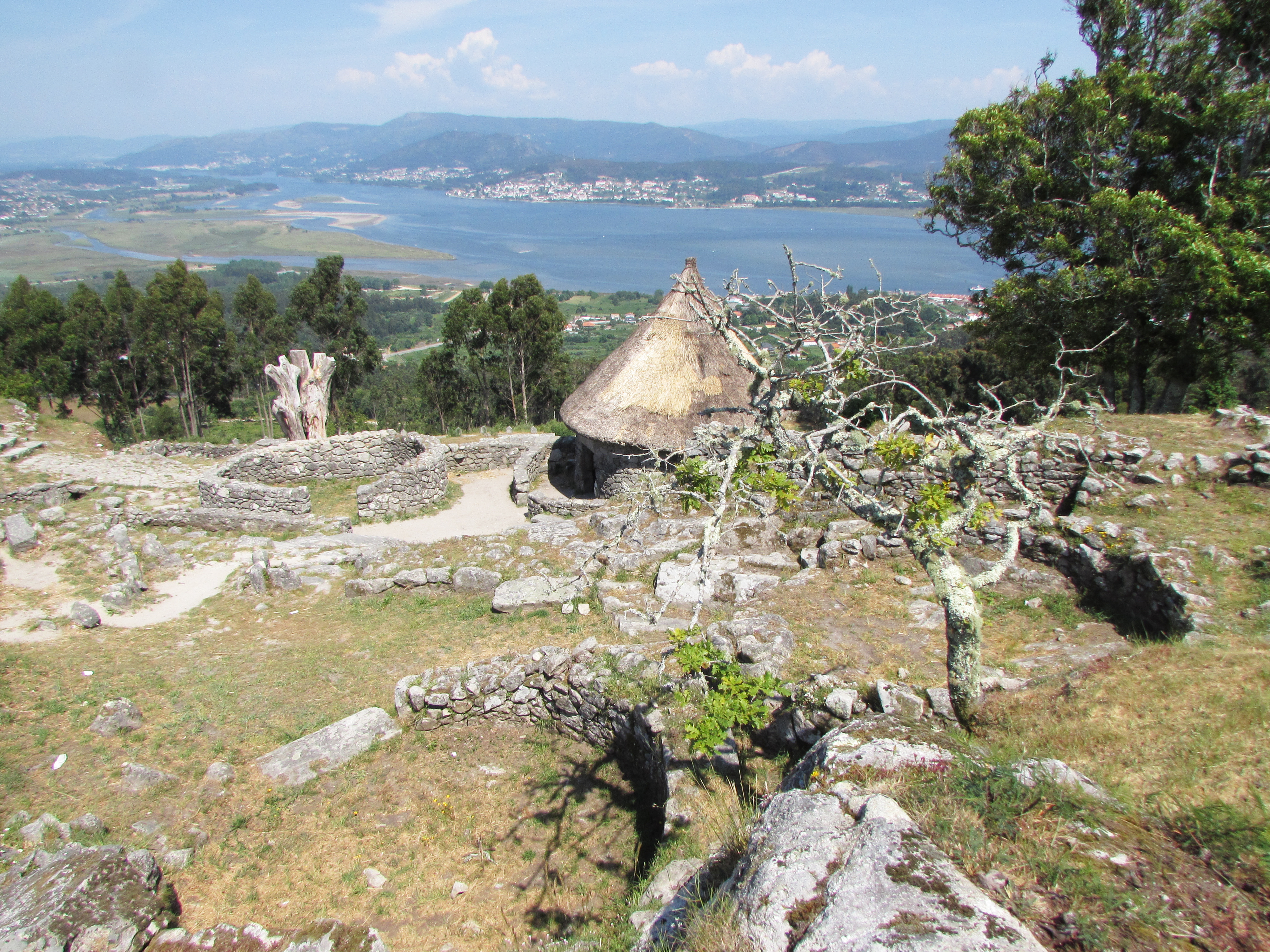
Blick vom Castro de Santa Trega in A Guarda auf den Río Miño

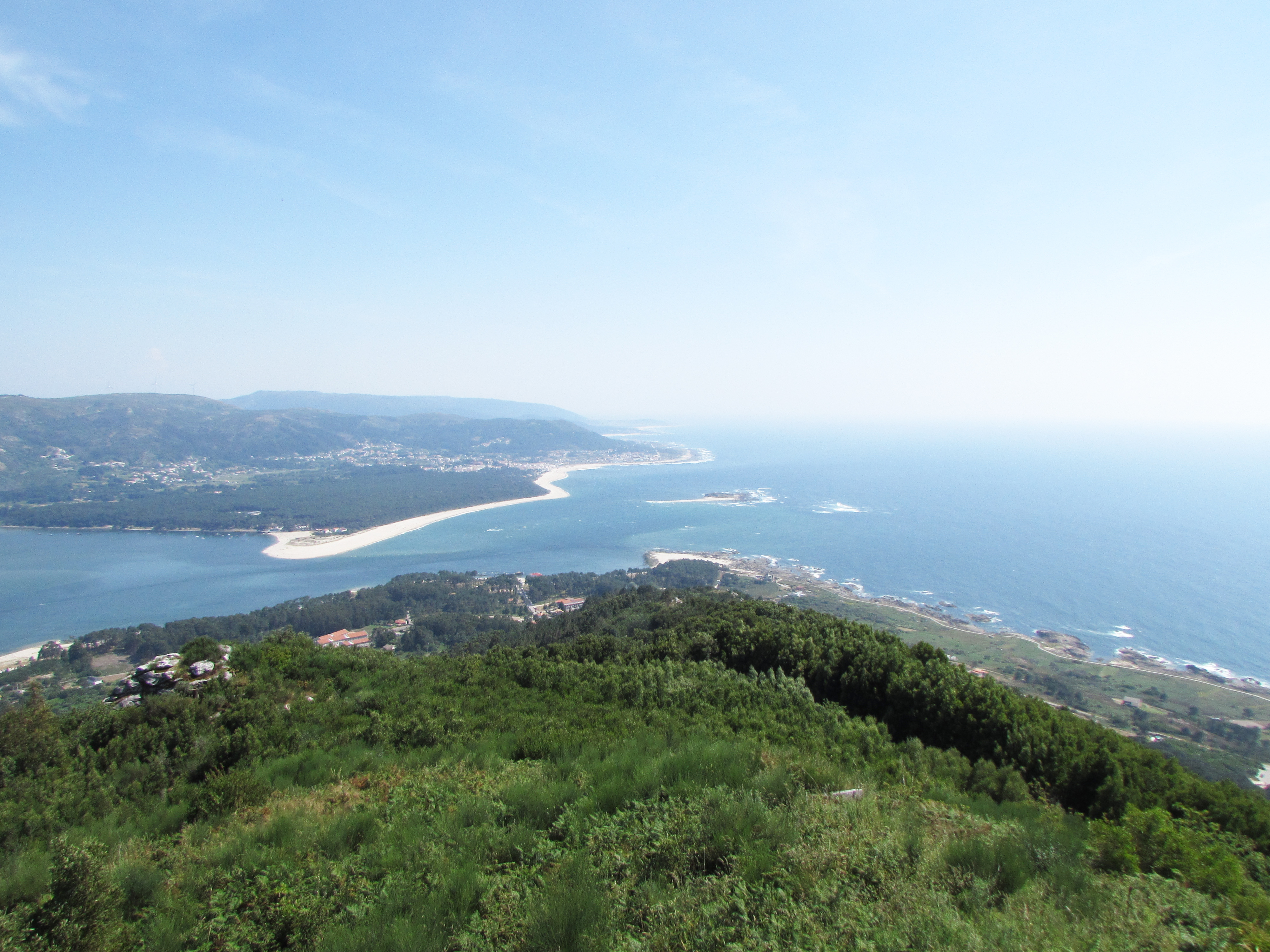
Mündung des Río Miño in den Atlantik

Der Río Miño hat seinen Ursprung im Zusammenfluss mehrerer Quellflüsse im Pedregal de Irimia in den Bergen der Serra de Meira, einem westlichen Ausläufer des Kantabrischen Gebirges in der Provinz Lugo. Anschließend fließt er zumeist in südliche und südwestliche Richtungen; zwischen der portugiesischen Kleinstadt Caminha und dem spanischen A Guarda (span. La Guardia) am Fuße des Berges Santa Trega (span. Santa Tecla) mündet der Miño in den Atlantik. Die letzten 33 Kilometer des Flusses sind schiffbar. Die Mündung selbst ist jedoch durch eine Barre verschlossen, sodass Schiffsverkehr vom und in den Atlantik nicht möglich ist. Die Navigation ist schwierig, weil der Fluss immer wieder Sandbänke umlagert. Die Schifffahrt beschränkt sich im Wesentlichen auf kleine Freizeitboote, bei Cerveira gibt es eine Autofähre über den Fluss. Kreuzfahrten mit kleinen Booten werden in verschiedenen Abschnitten angeboten.

## Nebenflüsse
Der Río Miño hat zahlreiche Nebenflüsse – die wichtigsten sind der Río Sil, der Río Arnóia, der Río Avia, der Río Neira, der Río Ladra und der Río Búbal.

## Stauseen
Flussabwärts gesehen wird der Miño bis zur spanisch-portugiesischen Grenze durch die folgenden Talsperren (bzw. Wasserkraftwerke) zu den gleichnamigen Stauseen (encoros) aufgestaut:
| Talsperre (Kraftwerk) | Betreiber | Max. Leistung (MW) | Stausee (Encoro) | Oberfläche (km²) | Volumen (Mio. m³) |
| --------------------- | --------- | ------------------ | ---------------- | ---------------- | ----------------- |
| Belesar               | Naturgy   | 320                | Belesar          | 19,10            | 655               |
| Los Peares            | Naturgy   | 200                | Los Peares       | 5,35             | 182               |
| Velle                 | Naturgy   | 81                 | Velle            | 2,63             | 17                |
| Castrelo              | Naturgy   | 126                | Castrelo         | 7,9              | 60                |
| Frieira               | Naturgy   | 162                | Frieira          | 4,66             | 44                |

## Orte
Bedeutende Ortschaften und Städte entlang des Río Miño sind die alten Bischofsstädte und Provinzhauptstädte Lugo und Ourense sowie die Orte Tui und Valença, bekannt ist auch das am Jakobsweg gelegene Portomarín, das dem Belesar-Stausee weichen musste und 50 Meter höher neu aufgebaut wurde.
Der Fluss hieß in der Antike Minius und hatte den gleichen Verlauf wie heute, führte aber mehr Wasser. Bei Valença überquert den Fluss etwa sechs Kilometer südwestlich der Stadt eine einbogige römische Brücke, die Ponte Velha von Chamozinhos.

## Nutzung
Im Mittelalter wurde der Río Miño als Verkehrs- und Handelsweg genutzt. Auch Fischfang (Lachs etc.) wurde betrieben. Bereits in römischer Zeit begann man mit dem Anbau von Rebstöcken. Die Weißweine aus der Anbauregion Minho VR sind in Aussehen und Geschmack dem Vinho Verde vergleichbar. Die fünf Stauseen dienen der Flussregulierung und der Stromerzeugung.

## Ökologie
Die intensive landwirtschaftliche Nutzung der Uferzonen und die Einleitung von ungeklärten Abwässern haben zu einer erheblichen Verschmutzung des Flusses geführt. Wegen der Staumauern und der Verschmutzung gelangen kaum noch Wanderfische wie Lachse und Meerforellen flussaufwärts zu ihren Laichplätzen; Aale und Neunaugen gelangen nicht mehr von den Flüssen ins Meer.
Im Verlauf sind einige Naturschutzgebiete eingerichtet worden.